# Greta Liljeblad-Lysén
Greta Karolina Liljeblad-Lysén, född 16 april 1902 i Jönköping, död 1988, var en svensk förskollärare och målare.
Hon var dotter till folkskolläraren Gustaf Liljeblad och Elin Broström samt från 1940 gift med stadskamreren Gustaf Lysén. Hon studerade konst vid Ollers målarskola och Académie Libre i Stockholm samt vid Académie de la Grande Chaumière 1953-1955 och vid André Lhotes målarskola. Separat ställde hon ut i bland annat Uppsala, Söderköping, Borlänge, Enköping och Fagersta. Hon medverkade i ett flertal samlingsutställningar bland annat i Stockholm och Spanien. Hon är representerad i flera skolor och vårdinrättningar med sin bildkonst. Hennes konst består av figurer, stilleben, landskap och abstrakt hållna kompositioner utförda i olja, akvarell eller gouache.